# Puente del Tunkuwini
El puente del Tunkuwini (totonaco: tunkuwini 'amanecer'), también conocido como el puente de Jonotla, fue un puente en arco sobre el río Cempoala; se encontraba en una zona conocida como Tunkuwini, de ahí su nombre. Comunicaba a Jonotla con las poblaciones de Caxhuacan, San Juan Ocelonacaxtla y San Miguel Atlequizayán. Anterior a la apertura de caminos de terracería y pavimentos este puente tenía una gran importancia en las comunicaciones de la Sierra Norte del estado de Puebla. El puente conservaba la fecha de - 1770, probablemente del final de su construcción. En la noche del 5 de octubre de 1999, durante el fenómeno meteorológico que provocó una crecida inusual del río Cempoala se derrumbó y no volvió a ser reconstruido. Actualmente solo quedan vestigios y una estructura de metal que soporta el acueducto de Caxhuacan.

## Descripción
El puente poseía un claro de apenas 35 m. Se encontraba uniendo ambos lado del río Cempoala sobre un encajonamiento del cauce entre dos acantilados de más de 30 m y salvaba este accidente geográfico y la corriente. El puente constaba de solo dos arcos, un pilar empotrado en una roca en la margen derecha del río, con contrafuertes que a su vez protegían el pilar de la corriente, que levantaba los 2 arcos a más de 30 m sobre el nivel normal del río. El puente tenía 4 m de anchura y una baranda de piedra con nichos en la parte central del puente, sobre el pilar. Estaba construido de piedra caliza obtenida de la zona y con argamasa con base de cal
El puente era parte del camino real que comunicaba Jonotla con las poblaciones de Caxhuacan, San Juan Ocelonacaxtla y San Miguel Atlequizayán en la ruta hacia Hueytlalpan, que en la época de la colonia tenía gran importancia en la región.

## Leyenda de la construcción

### Versión de Caxhuacan
Muchos años atrás, la población de Caxhuacan, como todos los pueblos de la Sierra Norte de Puebla, se comunicaban a través de caminos de herradura, conocidos como caminos reales, que habían sido construidos en la época de la Colonia. Al este del pueblo se encuentra el río Cempoala, que cada verano se tornaba caudaloso a causa de las lluvias torrenciales en toda la sierra, haciendo casi imposible o muy peligroso cruzarlo con lancha, más aún a caballo o a nado. Existían dos puntos de paso de los caminos reales, uno al norte que conducía a la población de Tuzamapan, conocido como “El Paso” o “La Canoa” que era más lejano, otro hacia el sur, el más utilizado y corto, ya que comunicaba tanto con Tuzamapan como con Jonotla, con rumbo hacia Cuetzalan y Zacapoaxtla, que recientemente se conoció como la poza del Bote Viejo, ya que este fue un punto utilizado como cruce hace ya mucho tiempo atrás.
Cuenta la gente que hubo muchos intentos por construir un puente en la zona del Tunkuwini, sin embargo debido muchos factores tales como la lejanía del lugar, el clima y el relieve, no habían podido construir un puente suficientemente fuerte que soportara la inclemente crecida anual del río Cempoala y se caía frecuentemente, en algunas ocasiones incluso antes de que pudiese operar.
En aquel entonces, un sacerdote de San Francisco Caxhuacan cuyo nombre se ha perdido en la memoria del tiempo, cansado ya de los intentos de la gente, de la peligrosidad de la construcción del puente tan necesario y las vidas que ya habían cobrado los intentos por hacerlo, en la desesperación por solucionar el problema, acudió a pedir la construcción al mismo Satanás. Una vez que invocó al demonio, este, en su habitual forma de macho cabrío, apareció ante el párroco, y sabiendo el deseo de este, le ofreció inmediatamente construir un puente en la zona del Tunkuwini, robusto y que soportaría los embates de la corriente del río y del mismo tiempo. El sacerdote, sin creer lo que había hecho, no tuvo más que aceptar lo dicho por el “Tlajanalh”. 
Pero el diablo no había de hacer las cosas gratuitamente, ni tardo ni perezoso le ofreció un trato, tan habituales en él, donde le prometía construir el puente esa misma noche y terminarlo en su totalidad antes del amanecer, en palabras del mismo demonio “antes que cantara el primer gallo”, y como recompensa había de obtener el alma del mismo servidor de Dios. El sacerdote, un tanto perspicaz, aceptó mañosamente el trato, pues en su mente y sin haberlo dicho ni en voz baja –puesto que las paredes oyen-, había urdido un plan.
De inmediato el demonio se trasladó al río y comenzó a construir el puente, desplantando un enorme pilar aguas abajo de la poza del Bote Viejo, en el Tunkuwini, donde el río se encajonaba entre dos paredes verticales, en medio de la selva y muy cerca del camino real. Allí comenzó a levantar un puente de dos arcos, sostenidos por un pilar a más de treinta metros del río que unirá las dos orillas de los alcantilados por los próximos cien años, salvando el río en su punto más angosto.
Mientras tanto el sacerdote, en el pueblo, había tomado un gallo de los que habitualmente la gente le obsequiaba, lo metió en un balde, ensilló su mula y se dirigió por el camino real hacia el río. En el camino el clérigo no dejó que el gallo durmiera, sacudía y golpeaba el balde donde iba el animal. Un par de horas más tarde, jinete, mula y gallo llegaban al punto donde había acordado el primero que debería hacer un puente su contratista. Para su sorpresa el diablo ya casi había terminado el puente sobre el río. Apenas pasó un rato y el constructor estaba por concluir su obra, un gran puente de piedra, cal y canto, también de cobrar su recompensa. Se dice que justo antes de colocar la última piedra del puente, de lado de Caxhuacan, el astuto clérigo sacó al gallo, el que cansado, se apartó unos pasos y fastidiado cantó en plan de reproche por la agitada noche que había tenido. En ese instante se rompió el contrato que tenían el diablo y el cura, quedando un puente construido y el alma del sacerdote libre del demonio. El diablo abandonó el lugar hacia las oscuridades del averno, mientras el sacerdote arrastraba la última piedra y la colocaba en su sitio, terminando la obra que iniciara el demonio apenas un par de horas antes.
El demonio no pudo llevarse el alma del cura del pueblo, sin embargo, de coraje, en venganza o impotencia volvió en la noche y retiró la piedra que había colocado el párroco, sin poder tirar el puente puesto que había sido parte de un pacto con un servidor de Dios. Desde entonces se cuenta que la piedra que faltaba en un lado del puente no se podía colocar, ya que cada vez que se colocaba, aún pegada con cualquier cementante por muy fuerte que fuese, siempre volvía el tlajanalh en la noche y la retiraba cuantas veces lo hicieran.
Esta leyenda de la construcción del puente del Tunkuwini presenta una historia común de varios puentes construidos en México en la época colonial, tal como el puente de Puente Grande, en Jalisco, o incluso con historias más antiguas, incluso medievales, acerca de numerosos puentes y acueductos conocidos como Puente del Diablo en Europa. Es muy probable que estas historias hayan sido acarreadas por viajeros o arrieros, y en algún momento que se perdió la memoria de la construcción del puente sobre el río Cempoala, la leyenda nació –con sus tintes particulares y locales- como explicación de un puente entre dos alcantilados, en medio de la selva y donde una construcción mayor era muy complicada de realizar debido a su lejanía con las poblaciones de Jonotla y Caxhuacan.
- Datos: Q6091616